# 希内斯塔尔
希内斯塔尔，是西班牙加泰罗尼亚塔拉戈纳省的一个市镇。总面积16平方公里，总人口835人（2001年），人口密度52人/平方公里。